# Fântânele (Mărgăritești), Buzău
Fântânele (nume anterior Șchiopeni) este un sat în comuna Mărgăritești din județul Buzău, Muntenia, România. Se află în zona Subcarpaților de Curbură.